# Првић Шепурине
Првић Шепурине су насељено мјесто у саставу града Водица, у Шибенско-книнској жупанији, Република Хрватска.

## Географија
Првић Шепурине су смјештене на острву Првић, које се налази јужно од Водица. Насеље се налази на западној страни острва.

## Историја
До територијалне реорганизације у Хрватској насеље се налазило у саставу бивше општине Шибеник.

## Становништво
Према попису становништва из 2011. године, насеље Првић Шепурине су имале 239 становника.
| Демографија | Демографија | Демографија |
| Година      | Становника  | Становника  |
| ----------- | ----------- | ----------- |
| 1971.       | 623         |             |
| 1981.       | 397         |             |
| 1991.       | 315         |             |
| 2001.       | 262         |             |
| 2011.       |             | 239         |

## Попис 1991.
На попису становништва 1991. године, насељено место Првић Шепурине је имало 315 становника, следећег националног састава:
| Попис 1991.‍  | Попис 1991.‍  | Попис 1991.‍ | Попис 1991.‍ | Попис 1991.‍ |
| ------------ | ------------ | ----------- | ----------- | ----------- |
|              |              |             |             |             |
| Хрвати       | Хрвати       |             | 294         | 93,33%      |
| Албанци      | Албанци      |             | 2           | 0,63%       |
| Срби         | Срби         |             | 2           | 0,63%       |
| Украјинци    | Украјинци    |             | 1           | 0,31%       |
| неопредељени | неопредељени |             | 2           | 0,63%       |
| непознато    | непознато    |             | 14          | 4,44%       |
| укупно: 315  |              |             |             |             |